# Chuck Russell
Chuck Russell (născut la 9 mai 1958) este un regizor american. A fost născut în statul Illinois. Principalele două filme ale sale sunt The Mask (Masca, 1994, cu Jim Carrey) și Eraser (1996, cu Arnold Schwarzenegger).

## Filmografie
- The Hearse (1980) (producător)
- Hell Night (1981) (producător executiv)
- The Seduction (1982) (producător executiv)
- Dreamscape (1984) (scenarist și producător asociat)
- Body Rock (1984) (producător)
- Girls Just Want to Have Fun (1985) (producător)
- Back to School (1986) (producător)
- A Nightmare on Elm Street 3: Dream Warriors (1987) (regizor și scenarist)
- The Blob (1988) (regizor și scenarist)
- The Mask (1994) (regizor și producător executiv)
- Eraser (1996) (regizor și producător executiv)
- Bless the Child (2000) (regizor)
- Regele Scorpion (2002) (regizor)
- Collateral (2004) (producător executiv)
- Fringe (2010) (seria TV) (regizor)
- T. J. Hooker (TBA) (regizor)
- Arabian Nights (TBA) (regizor)
- Ramayana (TBA) (regizor)
- The Endless (TBA) (regizor și scenarist)
- Mandrake the Magician (TBA) (regizor)